# Ppm
백만분율은 수를 1,000,000과의 비로 나타내는 방법으로, ppm(parts per million)이라는 기호를 사용한다. ppm은 백만분의 1이라는 뜻이다. 농도를 나타낼 때 용액 1kg에 들어있는 용질의 mg수(mg/kg)를 나타낸다. 용액의 밀도가 1kg/L과 근사한 경우에는 용액 1L에 들어있는 용질의 mg수(mg/L)를 나타내기도 한다.
ppm값을 10,000으로 나누면 %(백분율)로 단위를 변환할 수 있다. 주로 대기나 해수, 지각 등에 존재하는 미량 성분의 농도를 나타낼 때 사용된다.

## 예
예) 대기 중의 이산화탄소 농도 395 ppm = 395/1000000*100 = 0.0395%
예) 수중의 염소이온 농도 1ppm은 1톤의 물에 1g의 염소이온이 존재한다는 것이다.

## 같이 보기
- 천분율
- 마이크론